# Улица Маршала Казакова (Санкт-Петербург)
Улица Ма́ршала Казако́ва — улица в Кировском и Красносельском районах Санкт-Петербурга. Проходит от проспекта Стачек до Балтийского бульвара (Финского залива).

## История
Названа в 1974 году именем маршала артиллерии В. И. Казакова в соответствии с постановлением Правительства СССР об увековечении памяти маршала артиллерии В. И. Казакова в 1968 году. В то время этот район Ленинграда проектировался и застраивался, и новые улицы назывались именами героев Великой Отечественной войны и полководцев.
В 2010—2012 годах улица Маршала Казакова была продолжена от улицы Десантников до улицы Доблести. На новом участке планируется продолжить трамвайную линию.
В конце 2014 года улица Маршала Казакова была продлена от улицы Доблести до проспекта Героев, а в 2017 году — до Балтийского бульвара, то есть до и вдоль Финского залива.

## Торговля и развлечения
На улице расположены торгово-развлекательный комплекс «Континент», гипермаркет «О’Кей», супермаркет «Норман», универсамы «Пловдив», «Бриз», «Волна», «Фасоль», «У дома», «Верный», «Дикси». Кроме того, на улице расположен один из крупнейших рынков «Юнона».

## Общественно значимые объекты
- Храм Порт-Артурской иконы Божией Матери (в месте примыкания проспекта Героев).
- Музыкально-драматический театр «Премьера», кинотеатр «Веснушка» — дом 1
- Школа № 264 — дом 3 к 2
- Детский сад № 53 — дом 5 к 2
- Детский сад № 55 — дом 10 к 2
- Детское поликлиническое отделение № 36 — дом 14 к 2
- Стоматологическая поликлиника № 20 — дом 14 к 3
- Поликлиническое отделение № 101 — дом 14 к 4
- Детский сад № 75 — дом 24 к 3
- Детский сад № 74 — дом 28 к 2
- Школа № 548 — дом 30
- Детский сад № 76 — дом 38 к 2
- Детский сад № 77 — дом 40 к 2
- Школа № 546 — Ленинский пр., дом 80 к 2
- Детский сад № 82 — Ленинский пр., дом 80 к 4
- Школа № 54 — дом 60 к 2
- Библиотека № 14 — дом 68 к 1
- Школа — дом 68 к 2
- Детский сад № 91 — дом 72 к 2
- Детский сад № 92 — дом 78 к 2 и дом 82 к 2

## Транспорт
1. Метрополитен: ближайшие станции — «Кировский завод», «Автово», «Ленинский проспект», «Проспект Ветеранов»; ведётся строительство станции «Юго-Западная» (открытие запланировано на 2025 год).
2. Трамваи: № 56, 60.
3. Троллейбус: № 32.
4. Трамвайная линия по улице Маршала Казакова, вид на запад (2008)Автобусы: № 2А, 26, 83, 201, 203, 229, 245, 260, 300, 333.

## Пересекает следующие улицы, дороги и проспекты
1. проспект Стачек
2. проспект Маршала Жукова
3. улица Котина
4. улица Десантников
5. Брестский бульвар
6. проспект Кузнецова
7. улица Доблести
8. проспект Героев
9. проспект Патриотов
10. Балтийский бульвар